# 머궤도
마궤도(버마어: မကွေးတိုင်းဒေသကြီး 머궤 따잉데따찌)는 미얀마 중부에 위치하는 행정 구역이다. 북쪽으로 저가잉도, 동쪽으로 만덜레도, 남쪽으로 버고도, 서쪽으로 여카잉주, 친주와 접한다. 머궤도는 미얀마의 7관구 중 가장 큰 관구이다.

## 역사
약 2000년 전의 쀼의 고대 도시가 머궤도에 위치했다. 

## 주요 도시
- 뻐쿠꾸
- 머궤
- 예난차웅

## 행정 구역
5개의 군으로 구성된다. 
- 머궤군
- 민부군
- 떠예군
- 뻐쿠꾸군
- 간고군

## 인구
머궤도의 인구는 420만 명이다. 전체 인구의 95% 이상이 버마족이고 소수의 친족, 여카잉족, 꺼인족, 샨족이 살고 있다. 인구의 약 98%가 불교도이다. 

## 경제
머궤도의 주요 생산품은 석유이다. 이곳에서 미얀마의 석유와 천연가스의 대부분이 생산된다. 머궤도는 석유 뿐만 아니라 식용 기름을 많이 생산하기 때문에 '미얀마의 기름 단지'라는 명성을 얻고 있다. 다른 산업으로는 시멘트, 면직, 담배, 철, 청동이 있다. 
농업 또한 중요하다. 주요 작물은 참깨, 땅콩이 있다. 다른 작물로는 쌀, 기장, 옥수수, 해바라기, 콩과 담배, 토디, 양파, 감자가 있다. 

## 교육
공식적인 통계에 따르면 머궤도에는 3859개의 학교가 있지만 70개 만이 고등학교이다. 구 초등학생의 10%만이 고등학교에 진학한다. 구의 12개의 대학 중 대부분은 머궤와 뻐쿠꾸에 위치한다. 